# Susana Rizo Gómez
Susana Rizo Gómez   (Barcelona, 1972) és una escriptora i bibliotecària catalana.

## Biografia
Llicenciada en Història de l'Art i en Biblioteconomia i Documentació per la Universitat de Barcelona, ha estat guia en museus d'art contemporani i precolombí, i des de finals dels anys 1990 anys treballa al Consorci de Biblioteques de Barcelona.
Forma part de l'equip de col·laboradors de la pàgina web de literatura Zendalibros, i és autora de la novel·la Las vidas que te prometí, amb la qual va guanyar el 2018 la quarta edició del premi literari Feel Good, que organitzen la Fundació la Caixa i Plataforma Editorial., autora de La memoria del hielo (ed. Desnivel, 2021), i finalista a nombrosos concursos literaris.